# 小野貴光
小野 貴光（おの たかみつ）は、日本の作曲家、編曲家。株式会社Time Files ,inc代表。血液型はAB型。東京都世田谷区在住。

## 経歴
独学で楽器を学びバンド活動と作曲を開始。学生時代に通過したオーディションをきっかけに上京。ジャンルに囚われない幅広い楽曲を提供しつつも、常に心に響くメロディを書くことを大事にしている。2006年8月に株式会社Time Files ,inc（東京世田谷）を立ち上げ、作詞家の磯谷佳江、作・編曲家の玉木千尋、作・編曲家のHonoka、と現在4名の少数精鋭体制で音楽制作を行っている。本人は音楽制作に集中したいという理由で、現在ブログやTwitterなどの情報発信は一切行っていない。

## 楽曲を提供した主な作品

### アニメ・特撮
- 『アイカツプラネット!』
  - 「Bloomy＊スマイル」（作曲）
  - 「HAPPY∞アイカツ!」（作曲）
  - 「Shu-Bi-Du-Bi☆スイング」（作曲・編曲）
  - 「ミライContinue!!」（作曲）
- 『アイドル事変』
  - 「START UP,DREAM!!」（作曲）
  - 「Fun Fun!あい・すくり〜む」（作曲）
  - 「煌めきのシンフォニア」（作曲）
  - 「Honey Moon Cafe」（作曲）

- 『THE IDOLM@STER』（アイドルマスター）
  - 「おとなのはじまり」（作曲）
  - 「We just started」（作曲）
  - 「コーヒー1杯のイマージュ」（作曲・編曲）

- 『THE IDOLM@STER MILLION LIVE!』
  - 「ビギナーズ☆ストライク」（作曲）

- 『THE IDOLM@STER SideM』
  - 「Sweep Your Gloom」
  - 「…掲げよう、偽りなき自分を。」
  - 「PRECIOUS TONE」

- 『AMNESIA』
  - 「only one way」（作曲）
  - 「your magic」（作曲）

- 『イジらないで、長瀞さん』
  - 「イジらないで、長瀞さん」（作曲）

- 『うさかめ』
  - 「Promise you」
  - 「青春サーフDays」

- 『宇宙戦艦ティラミス』
  - 「breakthrough」（作曲）

- 『狼と香辛料 MERCHANT MEETS THE WISE WOLF』
  - 「アンダンテ」エンディングテーマ　歌唱：ClariS（作曲・編曲）

- 『音楽少女』
  - 「永遠少年」（作曲）
  - 「シャイニング・ピース」（作曲）
  - 「太陽(てぃーだ)の花」（作曲）
  - 「さよならセブンティーン」（作曲）

- 『カードファイト!! ヴァンガード』
  - 「Destiny Calls」（作曲）
  - 「マーメイド・グラフィティ」（作曲）

- 『カードファイト!! ヴァンガードG NEXT』
  - 「To Go Higher」（作曲）

- 『神様はじめました』
  - 「想いかんざし花一輪」（作曲）
  - 「極悪の華」（作曲）
  - 「いつも ずっと」（作曲）
  - 「刹那LOVE☆フォーエバー」（作曲）
  - 「挑発挑発Wild Soul!! 」（作曲）

- 『クイーンズブレイド 流浪の戦士』
  - 「on the mark」（作曲）

- 『GJ部』
  - 「Lovely Trip」（作曲・編曲　※編曲共作）

- 『ゲート_自衛隊_彼の地にて、斯く戦えり 』
  - 「森の深呼吸」 （作曲）
  - 「言の葉、心の羽」 （作曲）
  - 「BODY Prayer」 （作曲）

- 『血液型くん! 2期』
  - 「ハッピー∞エフェクト」（作曲）

- 『月刊少女野崎くん』
  - 「青春Rolling Days〜ロマンチックにストイック〜」（作曲）

- 『けものフレンズ』
  - 「湯けむりユートピア」（作曲）
  - 「純情フリッパー」（作曲）
  - 「Hello!アイドル」 （作曲）

- 『けものフレンズ2』
  - 「だーよだーよマンボ」（作曲）

- 『Code:Realize 〜創世の姫君〜』
  - 「Shall we dance?」（作曲）
  - 「Endless pain」（作曲）
  - 「優しい予感 -in the morning rays-」（作曲）
  - 「Trip to the moon」
  - 「運命の旅人」

- 『ご注文はうさぎですか??』
  - 「出かけましょうと答えましょう」 （作曲）
  - 「リトル＊トレジャー＊ハント」（作曲）

- 『SERVAMP-サーヴァンプ-』
  - 「Crossing World」（作曲）
  - 「Flugel」（作曲）
  - 「KNOCKIN' ON THE FUTURE!!」（作曲）

- 『C3 -シーキューブ-』
  - 「My Wish」（作曲・編曲）

- 『獣神演武』
  - 「BURNING STAR」（作曲・編曲）

- 『手裏剣戦隊ニンニンジャー』
  - 「ほの風(かぜ) あした花(ばな)」（作曲）
  - 「闇夜ノ月」 （作曲）

- 『城下町のダンデライオン』
  - 「Ring Ring Rainbow!!」（作曲）

- 『スカーレッドライダーゼクス』
  - 「ルーダスの果実」（作曲）
  - 「Nameless Oath」（作曲）

- 『スクールガールストライカーズ』
  - 「Hellow！」（作曲）

- 『スタミュ（高校星歌劇）』
  - 「Ready→Steady→Dream!」（作曲）
  - 「Moonlight(s)：Episode ※」（作曲）
  - 「C☆ngratulations! 〜team柊Ver.〜」（作曲）
  - 「HEROISM++」（作曲）
  - 「C☆ngratulations! 〜team鳳Ver.〜」（作曲）
  - 「ホリゾント」（作曲）

- 『スタミュ(第2期)（高校星歌劇）』
  - 「Growin’ Up」（作曲）

- 『ストライク・ザ・ブラッド』
  - 「「暁 凪沙」（作曲）

- 『千銃士』
  - 「antique memory」（作曲）
  - 「Mein Leben」（作曲）
  - 「antique memory ～アメリカ独立戦争 5 bullets edition～」(作曲)

- 『探偵オペラ ミルキィホームズ』
  - 「Reflection」（作曲）
  - 「TiCK TaCK」（作曲）

- 『デジモンアドベンチャー02 ベストパートナー』
  - 「Choo Choo Tryin'」

- 『デジモンアドベンチャー tri.』
  - 「だいすきイズム」（作曲）

- 『テニスの王子様』『新テニスの王子様』
  - 「六角中／ワッショイ!」（作曲・編曲）
  - 「比嘉中 木手永四郎／Flowers of Evil」（作曲・編曲）
  - 「幸村精市／自分革命 -Revolution- featuring 仁王雅治」（作曲・編曲）
  - 「白石蔵ノ介／風のソネット～Innocent Bright Green～」（作曲・編曲）
  - 「白石蔵ノ介／SUNSHINE ON MY HEART」（作曲・編曲）
  - 「柳 蓮二／Master Plan」（作曲・編曲）
  - 「仁王雅治／PAIN〜絡み合う二つのSTORY〜」（作曲・編曲）
  - 「仁王雅治／メテオドライブ」（作曲・編曲）
  - 「立海ヤング漢 ／SOUL MATE」（作曲・編曲）
  - 「木手永四郎／AWAY」（作曲・編曲）
  - 「仁王雅治&不二周助／PAIN〜絡み合う二つのSTORY〜」（作曲・編曲）
  - 「仁王雅治&柳生比呂士／Last Phase」（作曲・編曲）
  - 「菊丸英二／ジャンプだホイ」（作曲・編曲）
  - 「越前リョーマ／in the blue」（編曲）
  - 「丸井ブン太／GENIUS〜B&B〜」（作曲・編曲）
  - 「丸井ブン太／CLASS MATE」（作曲・編曲）
  - 「丸井ブン太／ディープグリーン、エバーグリーン」（作曲・編曲）
  - 「幸村精市／for Yourself」（作曲・編曲　※編曲共作）
  - 「平古場 凛／STYLE 」（作曲・編曲　※編曲共作）
  - 「財前 光／Get Sparks 」（作曲・編曲　※編曲共作）
  - 「千歳千里／流れ雲 」（作曲・編曲　※編曲共作）
  - 「Empty Sky」（作曲）
  - 「Hellhound, howling」（作曲）
  - 「キミとParty Night」（作曲）
  - 「Blooming Step」（作曲）
  - 「銀嶺の王者／アレキサンダー・アマデウス」（CV:興津和幸）作曲・編曲
- 『テニスの王子様 OVA ANOTHER STORYII〜アノトキノボクラ』
  - 「HIKARI」（エンディングテーマ）（作曲・編曲）

- 『転生貴族の異世界冒険録』
  - 「Endless roll」（作曲・編曲）

- 『とある魔術の禁書目録II』
  - 「インデックス」（作曲）

- 『NORN9 ノルン+ノネット』
  - 「自由な空へ」（作曲）
  - 「純白の未来」（作曲）
  - 「夢幻の檻から」（作曲）
  - 「見えない鎖」（作曲）

- 『薄桜鬼』
  - 「茫漠たる闇」」（作曲・編曲）
  - 「一以って之を貫く」」（作曲・編曲）
  - 「茜空に願ふ」（作曲・編曲）
  - 「一気呵成に行こう」」（作曲・編曲）
  - 「至誠の道」」（作曲・編曲）
  - 「最涯(さいは)ての地図」（作曲）

- 『HUNTER×HUNTER』（ハンターハンター）
  - 「本気VS狂気」」（作曲・編曲）

- 『B-PROJECT』
  - 「S級パラダイス」（作曲）
  - 「Blooming Festa!」（作曲）
  - 「絶頂的WANTED!」（作曲）
  - 「Let’s have Fun♪」（作曲）
  - 「Never Surrender」（作曲）
  - 「My Dearest Wish」（作曲）
  - 「YOLO  〜Act Now〜」（作曲）

- 『放課後さいころ倶楽部』 
  - エンディングテーマ「On the Board」（作曲）

- 『まよチキ!』
  - 「あ・ま・の・じ・ゃ・く」」（作曲・編曲）
  - 「DON'T MIND！」（作曲・編曲）

- 『みなみけ ただいま』
  - 「夏色恋風」」（作曲・編曲）

- 『無責任ギャラクシー☆タイラー』
  - 「スマイル・インビテーション」（作曲）

- 『もっとTo LOVEる -とらぶる-』
  - 「モ・モ・い・ろ・み・ご・ろ」」（作曲）
  - 「のーらぶ」」（作曲）
  - 「君が教えてくれるすべて」」（作曲）
  - 「リビングＷars」」（作曲）

- 『ヤマノススメ　セカンドシーズン』
  - 「Tinkling Smile」（作曲）

- 『遊☆戯☆王ARC-V　（アーク・ファイブ）』
  - 「One Step」（作曲）

- 『ラピスリライツ・スターズ』
  - 「ポジティブ★パラダイス」（作曲）

### ゲーム
- 『アイドルマスター シンデレラガールズ スターライトステージ』
  - 「ゴキゲンParty Night」（作曲）
  - 「ØωØver!!」 （作曲）
  - 「Heart Voice」（作曲）
  - 「Wonder goes on!!」（作曲）
  - 「Rockin’ Emotion」（作曲）
  - 「ØωØver!! -Heart Beat Version-」（作曲）
  - 「Can't Stop!!」（作曲）
  - 「純情Midnight伝説」（作曲）
  - 「Frozen Tears」（作曲）
  - 「モーレツ★世直しギルティ!」（作曲）
  - 「Virgin Love」（作曲）
  - 「Starry-Go-Round」（作曲）
  - 「あこがれステッチ」（作曲）
  - 「Secret Mirage」（作曲・編曲）
  - 「トロピカルガール」（作曲・編曲）
  - 「大阪タコちゃんラブちゃん」（作曲・編曲）
  - 「アッパレ♪Mahara★Japaaan!」（作曲・編曲）

- 『アークナイツ』
  - 「Heart Forest」（作曲・編曲）

- 『アニドルカラーズ』
  - 「Ride on☆7Dream!」（作曲）
  - 「瞬間Sparkle」（作曲）
  - 「Trip × Trap」（作曲）
  - 「Delicious night!」（作曲）

- 『あんさんぶるスターズ!』
  - 「Treasure Memories」歌：姫宮桃李（CV：村瀬歩）（作曲）

- 『イケメン戦国◆時をかける恋』
  - 「Love Letters」
  - 「天邪鬼の恋唄」
  - 「命の灯」（作曲）
  - 「恋空に響け」（作曲）

- 『イケメンライブ 恋の歌をキミに』
  - 「最愛PHRASE」

- 『エンゲージナイツ〜新約英雄大戦〜』
  - 「運命のEngagement」（作曲・編曲）

- 『Orange Memories』
  - 「遥か 〜Baby my wish on a wing〜」（作曲）

- 「温泉むすめ」
  - 「LUSH STAR☆」（作曲）

- 『Collar×Malice』
  - 「Collar×Malice Character CD vol.1 」（作曲）
  - 「Collar×Malice Character CD vol.2 」（作曲）
  - 「Collar×Malice Character CD vol.3 」（作曲）
  - 「Collar×Malice Character CD vol.4 」（作曲）
  - 「Collar×Malice Character CD vol.5 」（作曲）

- 『キュービックスターズ』
  - 「Starry Hope」歌:シャンテ／CV:青山吉能（作曲・編曲）

- 『PlayStation Portable「Glass Heart Princess」』
  - 「Steel Your Heart」（作曲・編曲）
  - 「恋色ミラクル」（作曲・編曲）

- 『PlayStation Portable「Glass Heart Princess PLATINUM」』
  - 「Dream Days!」（作曲・編曲）
  - 「恋色フォーエバー」（作曲・編曲）

- 『PlayStation Vita「KLAP!! 〜Kind Love And Punish〜」』
  - 「SHOOTING STAR」（作曲）
  - 「HAPPINESS」（作曲）

- 『PlayStation Portable「月華繚乱ROMANCE」』
  - 「MY FATE」（作曲・編曲）

- 『Psychic Emotion6（サイキックエモーション6）』
  - 「starlight fantasy」（作曲）
  - 「forever & ever」（作曲）

- 『THE KING OF FIGHTERS for GIRLS』
  - 「Just Keep Goin' 」（作曲）

- 『SHOW BY ROCK!!』
  - 「ソラウソ」（作曲）
  - 「Forbidden」（作曲）
  - 「オモイノシルシ」（作曲）
  - 「幻影のシュトライヒ」（作曲）
  - 「Monologue」（作曲）
  - 「Cotton Candy Diary」（作曲）
  - 「浮世に舞ふは刹那の華」（作曲）
  - 「未完成Tripper」（作曲）
  - 「忍情∞数歌」（作曲）
  - 「IDENTITY」（作曲）
  - 「イメージノ」（作曲）
  - 「サイエンス・フィクション」（作曲）
  - 「恋詠ノ蝶」（作曲）

- 『消滅都市2』
  - 「グッデイサンシャイン!」（作曲）

- 『PlayStation Vita「7'scarlet」』
  - 「LOVESICK」（作曲）

- 『千銃士』
  - 「Nothing Impossible」（作曲）
  - 「Sniper's Aesthetic」（作曲）
  - 「反逆の華〜Black Rebellion〜」（作曲）
  - 「祈りの風」（作曲）
  - 「as a wind」（作曲）
  - 「Mein Leben」（作曲）
  - 「哀愁モナムール」（作曲）

- 『天華百剣 -斬-』
  - 「夏色紋様」（作曲）
  - 「くくくXmas剣奏曲」（作曲）
  - 「胸キュンサマーにCheck In, Please♪」（作曲）
  - 「おめかし＊夢見し＊恋拍子」（作曲）
  - 「サマーイントロダクション」（作曲・編曲）

- 「Tokyo 7th シスターズ」
  - 「FALLING DOWN」（作曲）
  - 「You Can’t Win」（作曲）
  - 「Fire and Rose」（作曲）

- 『刀剣乱舞-ONLINE-』
  - 「夢現乱舞抄」（作曲）

- 『ときめきアイドル』
  - 「セツナセカイ」（作曲）

- 『PlayStation Portable「二世の契り 〜想い出の先へ〜」』
  - 「七色挿話」（作曲・編曲）

- 『PlayStation Vita「熱血異能部活譚 Trigger Kiss」』
  - 「Precious times」（作曲）

- 『PlayStation Portable「NORN9 ノルン+ノネット」』
  - 「melee」]（作曲）

- 『Playstation Vita 「NORN9 VAR COMMONS ノルン＋ノネット ヴァール コモンズ」』
  - 「melee」（作曲）

- 『PlayStation Vita「ノルン+ノネット ラスト イーラ」』
  - 「foe」（作曲）

- 『PlayStation Vita「薄桜鬼 鏡花録」』
  - 「桜の轍」（作曲）

- 『薄桜鬼 士道演戯』
  - 「静かなる奔流」（作曲）

- 『PlayStation 4「薄桜鬼 真改 風華伝」』
  - 「一心〜地の涯まで〜」（作曲）

- 『PlayStation Vita「薄桜鬼 真改 風ノ章」』
  - 「瑠璃ノ空へ」（作曲）
  - 「常盤火」（作曲）

- 『PlayStation Vita「薄桜鬼 真改 華ノ章」』
  - 「嵐の中で咲く華」（作曲）
  - 「命ノ相聞歌」（作曲）

- 『PlayStation Portable「薄桜鬼 随想録」』
  - 「光の蝶」（作曲・編曲）

- 『ニンテンドーDS「薄桜鬼 随想録」』
  - 「響ノ空」（作曲・編曲）

- 『PlayStation Vita「薄桜鬼 随想録 面影げ花」』
  - 「星と真珠と夢と」（作曲）
  - 「星篝り」（作曲）

- 『PlayStation Portable「薄桜鬼 幕末無双録」』
  - 「決戦ノ刻」（作曲）
  - 「祈り結び」（作曲）
- 『PlayStation 2「薄桜鬼 黎明録」』
  - 「風遥か」（作曲・編曲）
  - 「消えない虹」（作曲・編曲）

- 『Nintendo Switch「薄桜鬼 真改 月影ノ抄」』
  - 「想ノ舟」（作曲）
  - 「微笑みのほとり」（作曲）

- 『Nintendo Switch「薄桜鬼 真改 銀星ノ抄」』
  - 「願ノ河」（作曲）
  - 「星の咲く道で」（作曲）

- 『Nintendo Switch「薄桜鬼 真改 黎明録」』
  - 「絆火燃ゆ」（作曲・編曲）
  - 「夢燈りの空」（作曲・編曲）

- 『Nintendo Switch「薄桜鬼 真改 天雲ノ抄」』
  - ｢花霞｣（作曲・編曲）
  - ｢雲の果たてに｣（作曲・編曲）

- 『PlayStation Portable「白華の檻〜緋色の欠片４〜四季の詩」』
  - 「夢が降る」（作曲）

- 『PlayStation Portable「BROTHERS CONFLICT」』
  - 「AFFECTIONS」（作曲）

- 『PlayStation Vita「BROTHERS CONFLICT Precious Baby」』
  - 「AFFECTIONS」（作曲）

- 『プリンセスコネクト!Re:Dive』
  - 「Peaceful*ちゃんぷるー」（作曲）
  - 「Aloofness Code」（作曲）
  - 「Heartful Place」（作曲）
  - 「Holy Passion Roses」（作曲）

- 『ラピスリライツ』
  - 「Trinity」（作曲）
  - 「VIVIらぷ」（作曲）
  - 「Butterfly」（作曲）
  - 「knockin' on baby」（作曲）

- 『Lucent Heart ルーセントハート』
  - 「Pure Pure Parade!」（作曲・編曲）

- 『PlayStation Portable「恋愛番長2 MidnightLesson!!!」』
  - 「月光伝説(MoonlightScandal)」（作曲・編曲）

### アーティスト
- AZKi(ホロライブ)
  - 「カゲロウノ調」歌:AZKi(ホロライブ)（作詞・作曲・編曲）

- 上野優華
  - 「スノードロップ」（作曲・編曲）

- 内田彩
  - 「Like a Bird」（作曲）
  - 「MELODY」（作曲）
  - 「EARNEST WISH」（作曲）
  - 「Endless roll」（作曲・編曲）[1]
  - 「Veil of Lies」（作詞・作曲・編曲）

- 内田雄馬
  - 「Shower」（作曲）
  - 「FROM HERE」（作曲）
  - 「BRIGHT SIGN」（作曲・編曲）

- AKB48
  - 「Generation Change」（作曲）

- STU48
  - 「出航」（作曲）

- えどKB
  - 「GoodDaySunshine」（作曲）

- NMB48
  - 「やさしさの稲妻」（作曲）

- 大西亜玖璃
  - 「夏夢花火」（作曲・編曲）

- 小倉唯
  - 「パンドラショコラ」（作曲）
  - 「Tinkling Smile」（作曲）
  - 「Get over」（作曲）
  - 「シュガーハートエイク」（作曲）
  - 「winter tale」（作曲）
  - 「Tomorrow」（作曲）
  - 「永遠少年」（作曲）
  - 「Reflect」（作曲）
  - 「Clear Morning」（作曲）
  - 「ハートフォレスト」（作曲・編曲）

- 織田かおり
  - 「No sing, No life」（作曲）
  - 「Emotional」（作曲）

- 片霧烈火
  - 「永久皇帝少女 feat.片霧烈火」オリジナルサウンドトラック全曲（作曲・編曲）
  - 「霊刀キザクラ 〜桜花の剣と惑竜章〜」全曲（作曲・編曲）
  - 「記憶 --Memento Mori 〜ヴィザルの日記 feat.片霧烈火〜」全曲（作曲・編曲）
  - 「存在理由―raison d'etre 〜シザンサスと月夜に踊る feat.片霧烈火〜」全曲（作曲・編曲）

- 加藤和樹
  - 「In the future」（作曲）
- kaleidscope
  - 「Translucent」花鋏キョウ・かしこまり・宇佐美ユノ・風海みかん（作曲・編曲）

- 鬼頭明里
  - 「Swinging Heart」（作曲）
  - 「Drawing a Wish」（作曲）

- 熊猫堂ProducePandas
  - 「COSMIC ANTHEM - Japanese Ver.-」（作曲・編曲）
  - 「COSMIC ANTHEM -Chinese Ver.-」（作曲・編曲）

- ClariS
  - 「コイノミ」（作曲・編曲　※編曲共作）
  - 「YUMENOKI」（作曲）
  - 「Collage」（作曲）
  - 「TRAVEL」（作曲）
  - 「シグナル」（作曲）
  - 「アンダンテ」『狼と香辛料 MERCHANT MEETS THE WISE WOLF』エンディングテーマ（作曲・編曲）

- 獅子神レオナ
  - 「Brightenin' Hope」（作曲）
  - 「キズナイズム」（作曲）
  - 「ソラノハナ」（作曲）
  - 「5月のせいにして。」（作曲）
  - 「ナンセンス・ワード」（作曲）
  - 「エンプティエンパシー」（作曲・編曲）
  - 「音粒ドロップス」（作曲・編曲）
  - 「深淵の光」（作詞・作曲・編曲）
  - 「未来の残滓」（作詞・作曲・編曲）

- しほの涼
  - 「放課後」（作曲・編曲）
  - 「マネキンさんの月」（作曲・編曲）
  - 「夢の人ゴミ」（作曲・編曲）
  - 「空色の自転車」（作曲・編曲）
  - 「きみのかけら」（作曲・編曲）

- 諏訪ななか
  - 「Donut Ring World」（作曲）
  - 「Storytelling」（作曲）

- 千葉翔也
  - 「I’ll be」（作曲・編曲）
  - 「Hi-Five!」（作曲・編曲）
  - 「WISH」（作曲・編曲）
  - 「パノラマ」（作曲・編曲）

- なにわ男子
  - 「2Faced」（作曲）

- Barbie Lips
  - 「IDOL DOLL」 （作曲）

- Parfait
  - 「Pastel Color Days」（作曲・編曲）

- 日向坂46
  - 「ブルーベリー＆ラズベリー」（作曲）

- petit milady
  - 「聖シルヴェストルのテーブル」（作曲）
  - 「Girl's Jubilee」（作曲）

- Machico
  - 「key of the future」（作曲）
  - 「Happy Gathering」（作曲）

- 水瀬いのり
  - 「これからも。」（作曲）

- 宮田幸季
  - 「色彩なきパエザッジョ」（作曲）
  - 「Carnaval」（作曲）
  - 「笑顔の魔法」（作曲）
  - 「またね」（作曲）

- 山崎エリイ
  - 「全部キミのせいだ」（作曲）
  - 「Shiny Sunny Sunday」（作曲）

- ゆいかおり（小倉唯＆石原夏織）
  - 「恋するストール」（作曲）
  - 「NEO SIGNALIFE」（作曲）
  - 「Ring Ring Rainbow!!」（作曲）

- 悠木碧
  - 「Fairy in the hurdy-gurdy」（作曲）
- UNI Mello
  - 「Find out SHANGRI-LA」歌：UNI Mello（作曲・編曲）

- 吉岡亜衣加
  - 「未来模様」（作曲）

- Loveit!
  - 「雨のちレインボー」（作曲）

- Little Step
  - 「ときめきマジック」（作曲）

- リュ・シウォン
  - 「巡愛」（作曲）

- 和氣あず未
  - 「3.Twinkle＊Twinkle」（作曲）

### 映画・企画
- 「うたって覚えよう!雑学王〜日本三大○○の歌、国連加盟国193〜」
  - 変身ファイヤー!! (炎の性質) （作曲・編曲）
- 「うたって覚えよう!DVD〜九九のうた・県庁所在地〜」
  - 「とけいライダーのうた（時間・時計）」（作曲）
- 「ガチャピン・ムックが歌うお誕生日DVD」
  - バースディソング（編曲）
- 「こいぬのうんち」
  - 主題歌「やさしいゆめ（歌:ベッキー）」（編曲）
- 「3才あっぱれ!うたって覚えよう!〜あいうえおのうた〜」
  - 「とけいライダーのうた」（作曲）
  - 「いっしゅうかんのうた」（作曲）

### ドラマCD
- 『音戯の譜 ～CHRONICLE～ 2nd series』
  - 「Fantasie Nacht」（作曲）
  - 「自戯言（ひとりごと）」（作曲）
  - 「◇WoNdeR PaRTy◆」（作曲）

- 『東京カラーソニック!!』
  - 「Begin on buddy」（作曲・編曲）
  - 「NEW DEVIATION作曲・編曲）
  - 「measly」（作曲・編曲）
  - 「VOICE」（作曲・編曲）
  - 「Don't back down」（作曲・編曲）

- 『東京カラーソニック!! Growing』
  - 「Grow up!!」（作曲・編曲）
  - 「群青」（作曲・編曲）
  - 「ワンダーランド」（作曲・編曲）
  - 「モラトリアム」歌：宮苑巴（CV：広瀬裕也）（作曲・編曲）
  - 「secret riff maker」歌：倉橋海吏（CV：武内駿輔）（作曲・編曲）
  - 「praying」歌：宝田伊織（CV：斉藤壮馬）（作曲・編曲）
  - 「if」歌：小宮山嵐（CV：千葉翔也）、宝田伊織（CV：斉藤壮馬）、瀬文永久（CV：梶原岳人）、倉橋海吏（CV：武内駿輔）、宮苑巴（CV：広瀬裕也）（作曲・編曲）

- 『東京カラーソニック!! Moments song series』　
  - 「Canvas」歌：小宮山嵐（CV：千葉翔也）（作曲・編曲）
  - 「irony」歌：瀬文永久（CV.梶原岳人）（作曲・編曲）
  - 「一等星」歌：宮苑巴（CV：広瀬裕也）（作曲・編曲）
  - 「Trip on」歌：倉橋海吏（CV：武内駿輔）（作曲・編曲）
  - 「daybreak」歌：宝田伊織（CV：斉藤壮馬）（作曲・編曲）

- 『東京カラーソニック!! Trust BIRTH』
  - 主題歌「TRUE CROWN」歌：小宮山嵐（CV：千葉翔也）、宝田伊織（CV：斉藤壮馬）、瀬文永久（CV：梶原岳人）、倉橋海吏（CV：武内駿輔）、宮苑巴（CV：広瀬裕也）（作曲・編曲）
  - 「ラストレター」歌：宝田伊織（CV：斉藤壮馬）（作曲・編曲）
  - 「陽炎」歌：宮苑巴（CV：広瀬裕也）（作曲・編曲）
  - 「Naked」歌：倉橋海吏（CV：武内駿輔）（作曲・編曲）
  - 「RADIANT」歌：小宮山嵐（CV：千葉翔也）（作曲・編曲）
  - 「HERO」歌：瀬文永久（CV：梶原岳人）（作曲・編曲）
  - エンディング主題歌「Answer」歌：小宮山嵐（CV：千葉翔也）、宝田伊織（CV：斉藤壮馬）、瀬文永久（CV：梶原岳人）、倉橋海吏（CV：武内駿輔）、宮苑巴（CV：広瀬裕也）（作曲・編曲）

- 『PERFECTION NOISE』
  - 「True Place」（作曲）
  - 「Deep」（作曲）
  - 「Turning Point」（作曲）
  - 「Down to Zero」（作曲）
  - 「Achromatic」（作曲）

- 『和奇伝愛 〜壱ノ巻 柳〜』
  - 「薫り語り」（作曲）

- 『和奇伝愛 〜弐ノ巻 赤翅〜』
  - 「薫り語り」（作曲）

- 『和奇伝愛 〜参ノ巻 雅〜』
  - 「薫り語り」（作曲）
- 『和奇伝愛 〜四ノ巻 楽埜〜』
  - 「薫り語り」（作曲）

- 『和奇伝愛 〜伍ノ巻 白十〜』
  - 「薫り語り」（作曲）

- 『和奇伝愛 〜六ノ巻 巫〜』
  - 「薫り語り」（作曲）

### 劇伴作品
- 『アイカツプラネット!』
- 『劇場版アイカツプラネット!』
- 『音楽少女』

### ミュージカル
- 『スタミュ』
  - Back up for you!（作曲）
  - C☆ngratulations!〜ミュージカルVer.〜（作曲）

- 『ミラクル☆ステージ『サンリオ男子』』
  - 「√Shining!!!!!（ルートシャイニング）」作曲）

### TVドラマ
- 『薄桜鬼』 
  - 「誓ノ花片」（作曲）